# Bjerndrup Station
Bjerndrup Station er en tidligere station i landsbyen Bjerndrup på Sønderborgbanen i Jylland. Den åbnede for trafik i 1901, nedsat til trinbræt i 1962 og endeligt lukket i 1974.
Selve stationsbygningen blev solgt til privat ejer i 1969, men kom i så dårlig stand at den blev nedrevet i 2001. Dog er et pakhus ved den tidligere station der stadig.
54°55′56.44″N 9°19′44.02″Ø / 54.9323444°N 9.3288944°Ø